# Социалдемократическа партия (Португалия)
Вижте пояснителната страница за други значения на Социалдемократическа партия.
Социалдемократическата партия (на португалски: Partido Social Democrata) е дясноцентристка либералконсервативна политическа партия в Португалия.
Тя е създадена след Революцията на карамфилите през 1974 година и първоначално има социалдемократическа ориентация, но след като Социалистическата партия блокира приемането ѝ в Социалистическия интернационал, постепенно се препозиционира надясно, превръщайки се в основната дясноцентристка партия в страната.
Социалдемократическата партия участва в правителството, самостоятелно или в коалиция, през 1979 – 1995, 2002 – 2005, 2011 – 2015 и от 2024 година.